# 舔

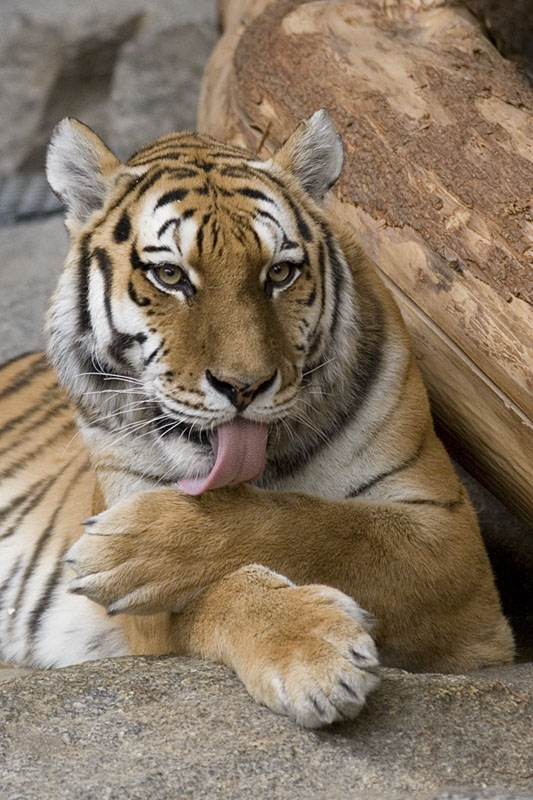
一只老虎正在舔它的爪子

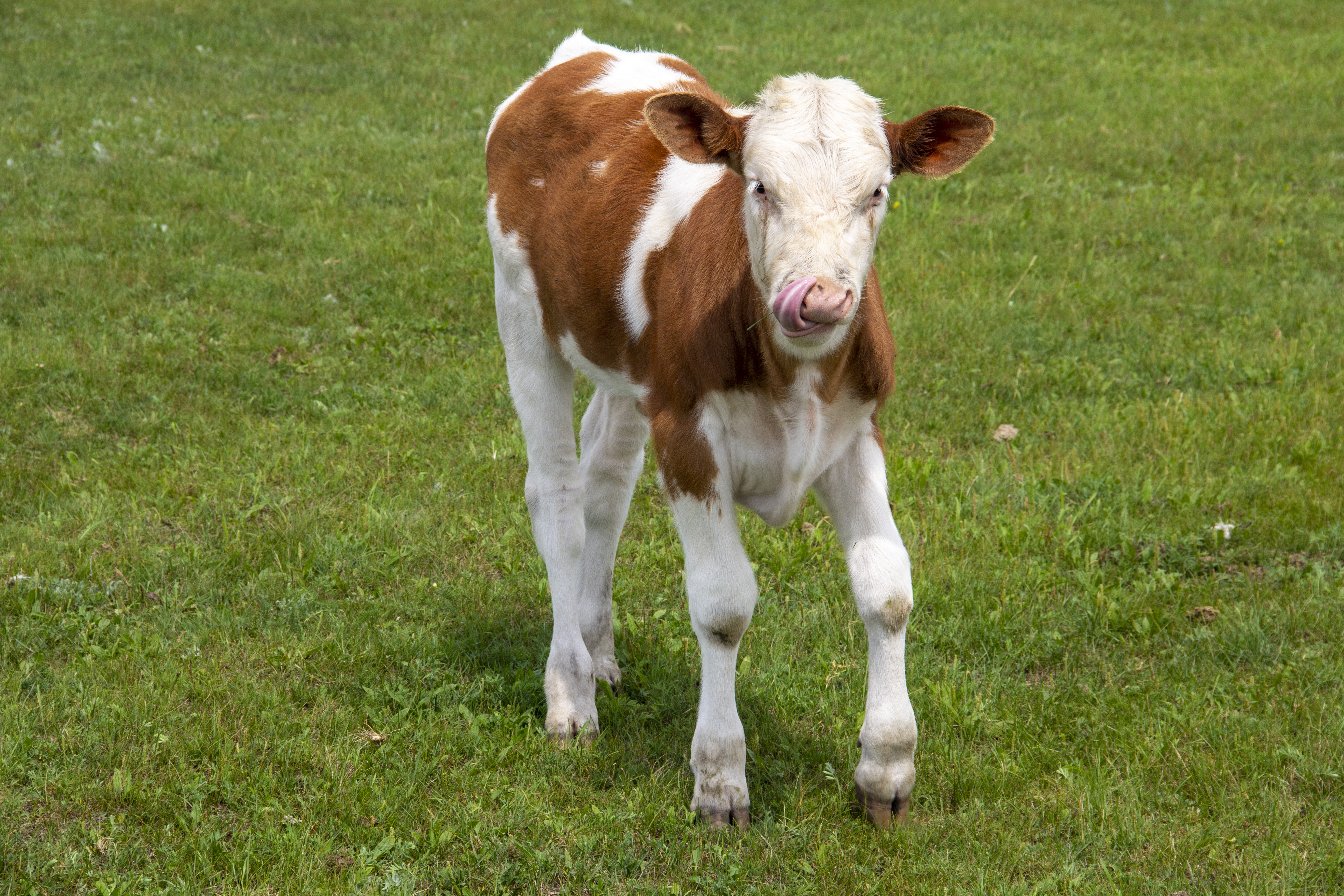
一只小牛正在舔鼻子。

舔是指動物用它的舌头觸碰其他物體表面。有些動物會通過舔來进食或饮水。一有些動物通過舔來保持皮毛清洁。還有一些动物通過舔来調節體溫。例如猫不会像人类那样會出汗，它們通过舔将唾液撒在身上皮毛較少的区域，這樣可以讓體內的熱量散發。
与其他哺乳动物相比，人类一般不怎麼舔，人們只有在吃棒棒糖以及冰淇淋甜筒的時候會用舌頭舔。有時在性交的時候人类會伸出舌頭舔對方，例如有些人會舐陰、舔肛、舔脚。另外情侶在濕吻時他們會互相舔对方的舌头。
人类的舌头相对较短而且不灵活，因而人类更喜欢用手來清洗自己。与其他哺乳动物相比，人类皮肤上的毛发要少得多，而且大部分毛发都長在他们的嘴够不到的地方。另外人類身上到處都有汗腺，因此无需通過舔來散熱。